# Mikmakowie

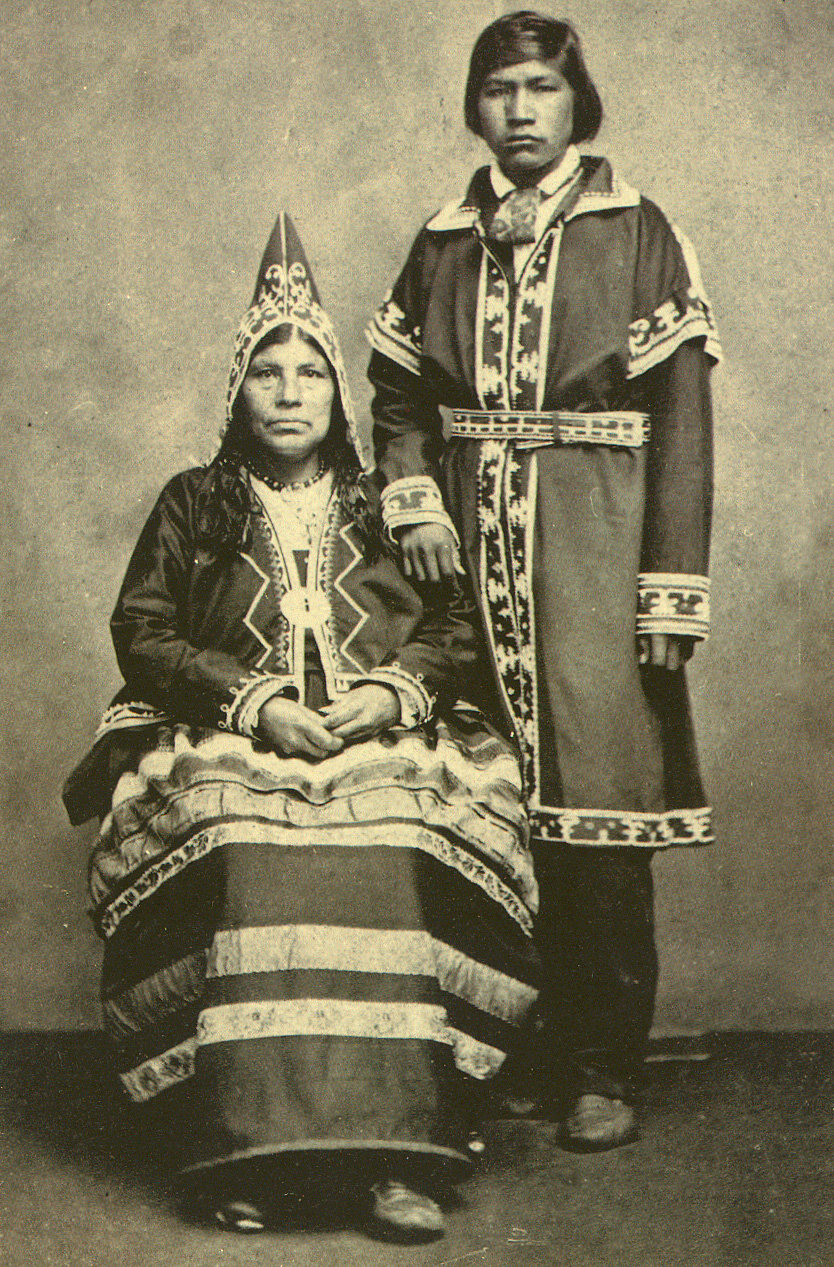
Mężczyzna i kobieta z plemienia Mi'kmaq z Nowej Szkocji (1865)

Mikmakowie (Mi'kmaq) – rdzenni mieszkańcy Ameryki Północnej i Kanady zamieszkujący głównie Nową Szkocję, Wyspę Księcia Edwarda, półwysep Gaspésie w Quebeku (w języku mikmak oznacza „miejsce, gdzie kończy się ląd”), północny brzeg Nowego Brunszwiku i dział wodny rzeki Świętego Jana, część Nowej Fundlandii, włącznie z wyspami Zatoki Świętego Wawrzyńca oraz Saint-Pierre i Miquelon.
Te rozległe tereny bardzo rzadko były naruszane przez sąsiadów. Sami Mikmakowie dzielili je na siedem dzielnic: Kespukwitk, Sikepne'katik, Eski'kewaq, Unama'kik, Piktuk aqq Epekwitk, Sikniktewaq, i Kespe'kewaq.

## Pochodzenie
Indianie Mi'kmaq zamieszkiwali wschodnie tereny Kanady i północno-wschodnie tereny Stanów Zjednoczonych. Na te obszary przybyli z zachodu już około 10 tys. lat temu. Swoje tereny zwali Mi'kma'ki. Pierwotnie byli plemieniem zbieraczy i myśliwych. Z biegiem czasu ich tereny powiększały się. W okresach letnich trudnili się polowaniem na morświny i wieloryby. W zimie rozbijali swe obozy w głębi kraju, ale zawsze nad jeziorami lub rzekami, gdzie specjalizowali się w połowach węgorzy i innych zwierząt wodnych.

## Polityka
W każdej dzielnicy władzę sprawował keptan – szef dzielnicy i był on reprezentantem w Wielkiej Świętej Radzie Mawiomi. Na czele Wielkiej Rady stał kji'saqmaw – wielki szef, putus – doradca i kji'keptan – ktoś w rodzaju doradcy politycznego. Rada określała i dyktowała podział terenów łowieckich dla poszczególnych rodzin, ustalała gdzie można rozbijać obozy przejściowe oraz kontrolowała i podejmowała decyzje w sprawach kontaktów pozaplemiennych.
Indianie Mi'kmaq byli członkami Konfederacji Wabanaki, która zrzeszała Indian z terenów Maliseets, Pasamaquoddy, Penobscots Wschodni i Zachodni Abenakis dzisiejszy Maine, Nowe Hampshire i Vermont. W jej szczytowym rozwoju, konfederacja ta wpływała na szczepowe życie od Półwyspu Gaspé do północnej Nowej Anglii.

## Historia
Według legend, gdy Indianie Mi'kmaq spotkali się po raz pierwszy z Europejczykami, nie byli zaskoczeni ich przybyciem. Ich duchowy przywódca wielokrotnie podróżował przez Atlantyk, by odwiedzić „niebieskookich ludzi”, którzy wkrótce mieli przybyć na ich tereny. Indianie mieli również legendę o kobiecie, która miała wizję wyspy płynącej w ich stronę. Wyspa była pełna drzew, na których żyły istoty.
Te podania spowodowały, że gdy pierwszy Europejczyk, Francuz Jacques Cartier przybył do nich w roku 1534, byli oni przychylnie nastawieni do obcych i gotowi do wymiany towarów. Indianie Mi'kmaq byli otwarci na wszelkie nowe technologie płynące od białych przybyszów.
W ciągu siedemdziesięciu lat od pierwszego kontaktu Indianie Mi'kmaq sukcesywnie przechodzili na katolicyzm, dzięki czemu w 1610 r. podpisali pierwszy traktat z Watykanem. W traktacie tym stwierdzano, iż Mikmakowie przyjmują wiarę katolicką. W XVIII wieku Indianie podpisali szereg traktatów sojuszniczych pomiędzy Koroną Brytyjską a Konfederacją Wabanaki.
W tym czasie Indianie przyjęli ósmą spiczastą gwiazdę do swojego sztandaru, która symbolizowała obok siedmiu dzielnic Wielką Brytanię i Koronę. W latach 1752 i 1763 podpisano kolejne umowy, w których Mikmakowie uzyskali gwarancję zachowania terenów łownych i połowów ryb na ich dawnych terenach. Traktaty te zostały zatwierdzone przez Najwyższy Sąd Kanady jako prawne i wiążące, i obowiązują do dziś.
Obecnie zarządcy poszczególnych dzielnic sprawują zarówno świeckie jak i duchowe obowiązki. Z racji, że ich historyczne tereny leżą na obszarach dwóch krajów, ich Rada Najwyższa ma charakter międzynarodowy. Główny szef Rady sprawuje władzę przez okres 2 lat.
W 1959 w kanadyjskim Parlamencie została uchwalona ustawa stwierdzająca, że wszyscy rdzenni ludzie Kanady są kanadyjskimi obywatelami i mają prawo do głosowania w federalnych i prowincjonalnych wyborach.
Indianie Mi'kmaq, pomimo znacznej asymilacji, zachowali swoją odrębną kulturę przejawiającą się choćby w starodawnej umiejętności wytwarzania koszy, do dziś używają paciorków albo lotek z kory brzozy. Największym problemem dzisiejszych Indian jest wysokie bezrobocie w rezerwatach. Fakt ten jest przyczyną migracji młodych do większych miast Kanady czy Stanów Zjednoczonych.

## Język
Język mikmak zalicza się do języków algonkiańskich, a jego przodkiem jest praalgonkiański. Najwcześniejszymi śladami języka pisanego są hieroglify pisane na korach brzozowych, m.in. pobliżu kryjówek zwierzyny. Francuski misjonarz Chrétien Le Clercq jako pierwszy zauważył ten system znaków u dzieci, które używały go do zapamiętywania informacji. Le Clercq spisał znaki i opanował je na tyle, by móc w 1691 r. stworzyć pismo w języku mikmak.
Silas T. Rand spisał dźwięki, jakie słyszał, i w ten sposób stworzył alfabet, a następnie opublikował w 1894 r. pierwszy słownik języka i gramatyki mikmak zawierający 40 tysięcy słów. W 1974 r. opisano gramatykę tego języka.
Nauka języka jest wprowadzona do szkół w rezerwatach jako część programu nauczania. Populacja Indian Mi'kmaq w przybliżeniu sięga 20 tysięcy, a jedna trzecia biegle posługuje się swoją mową i pismem.